# Bassania jocosa
Bassania jocosa är en fjärilsart som beskrevs av William Schaus 1923. Bassania jocosa ingår i släktet Bassania och familjen mätare. Inga underarter finns listade i Catalogue of Life.